# Ahmet Tansu Taşanlar
Ahmet Tansu Taşanlar (30 de mayo de 1984, Ankara), es un actor turco.

## Biografía
Taşanlar nació el 31 de mayo de 1984 en Ankara. Durante su niñez tuvo que mudarse constantemente debido al trabajo de su padre y fue durante su adolescencia que conoció el teatro.
Estudió teatro en la Casa de Cultura Osmangazi y se graduó en el Departamento de Teatro del Conservatorio Estatal de la Universidad de Selçuk.

## Filmografía
| Año       | Título                 | Rol                | Notas                    |
| --------- | ---------------------- | ------------------ | ------------------------ |
| 2008      | Akasya Durağı          | Müşteri            | Serie de televisión      |
| 2008-2010 | Küçük Kadınlar         | Ceyhun             | Serie de televisión      |
| 2009      | Bir Bu Bulut Olsam     | Salih              | Serie de televisión      |
| 2009      | Hırçın Kız Kadife      | Süleyman           | Película para televisión |
| 2011      | Muhteşem Yüzyıl        | Heykeltıraş Antuan | Serie de televisión      |
| 2011      | Yalancı Bahar          | Aras               | Serie de televisión      |
| 2011      | İzmir Çetesi           | Rıfat              | Serie de televisión      |
| 2012      | Veda                   | Sinan              | Serie de televisión      |
| 2013      | Küçük Kıyamet          | Actor invitado     | Serie de televisión      |
| 2014      | Kara Para Aşk          | Arda Çakır         | Serie de televisión      |
| 2015      | Analar ve Anneler      | Halil              | Serie de televisión      |
| 2016-2017 | Vatanım Sensin         | Hasan Basri        | Serie de televisión      |
| 2017      | Kara Yazı              | Kadir              | Serie de televisión      |
| 2017-2018 | Çukur                  | Avukat Nazım       | Serie de televisión      |
| 2018-2019 | Mehmetçik Kut'ül Amare | Zafir              | Serie de televisión      |
| 2019-     | Hercai                 | Azat Şadoğlu       | Serie de televisión      |